# Interior Gateway Protocol
IGP (Interior Gateway Protocol, din engleză protocol standard de interior) este un protocol pentru schimbul de informații de rutare între gateways (gazde cu router) în cadrul unei rețele autonome (de exemplu, un sistem de rețele locale corporative). Informațiile de rutare pot fi apoi utilizate de Protocolul pentru Internet (IP) sau de alte protocoale de rețea pentru a specifica modul de dirijare a transmisiilor.
Există două IGP utilizate frecvent: Protocolul de Rutare a Informației (RIP) și protocolul Open Shortest Path First (OSPF).